# Jon Jönsson
Jon Jönsson, född 8 juli 1983, är en svensk före detta fotbollsspelare. Under sin karriär vann han SM-guld med både Malmö FF och IF Elfsborg.

## Klubbkarriär
Jönsson spelade som ung för hemstadens IFK Hässleholm och blev 1999 ungdomsproffs i engelska Tottenham Hotspur, enligt ett avtal som innebar att Peter Crouch gjorde motsatt flytt. Jönsson värvades av Malmö FF 2001 där sportchefen Hasse Borg beskrev Jönsson som en "blivande speldirigent på mittfältet". Under sina tre första säsonger i MFF fick han måttligt med speltid men till säsongen 2004 var han en viktig del i det lag som vann SM-guld. Året därpå lånades Jönsson ut till Landskrona BoIS för att kunna utvecklas ytterligare, man hoppades på ett utfall likt det då Markus Rosenberg varit utlånad till Halmstads BK 2004. Året i Landskrona blev dock inte någon succé, BoIS degraderades till Superettan och Jönsson missade säsongsavslutningen på grund av en skada. Inför MFF:s säsong 2006 skolades Jönsson om till mittback. Han lämnade MFF för Elfsborg sommaren 2006.
Jönsson hade ett par skadefyllda år i franska Toulouse och danska Brøndby. I juni 2010 återvände Jönsson till IF Elfsborg, där han skrev på ett 4,5-årskontrakt. I maj 2014 förlängde Jönsson sitt kontrakt till och med säsongen 2017. Hösten 2017 förlängde han kontraktet med ytterligare två år. Efter säsongen 2019 lämnade Jönsson klubben.
Inför säsongen 2020 gick Jönsson till Kronängs IF. Han spelade 10 matcher för klubben i Division 4 2020.

## Landslagskarriär
Jönsson var uttagen till landslagets turné i Sydamerika i januari 2007.

## Meriter
- 3 SM-guld: 2004 (Malmö FF), 2006 och 2012 (IF Elfsborg)
- Svenska Supercupen 2007 (IF Elfsborg)
- Landskamper: 27 U21, 18 J och 15 P